# Stefan Kloos

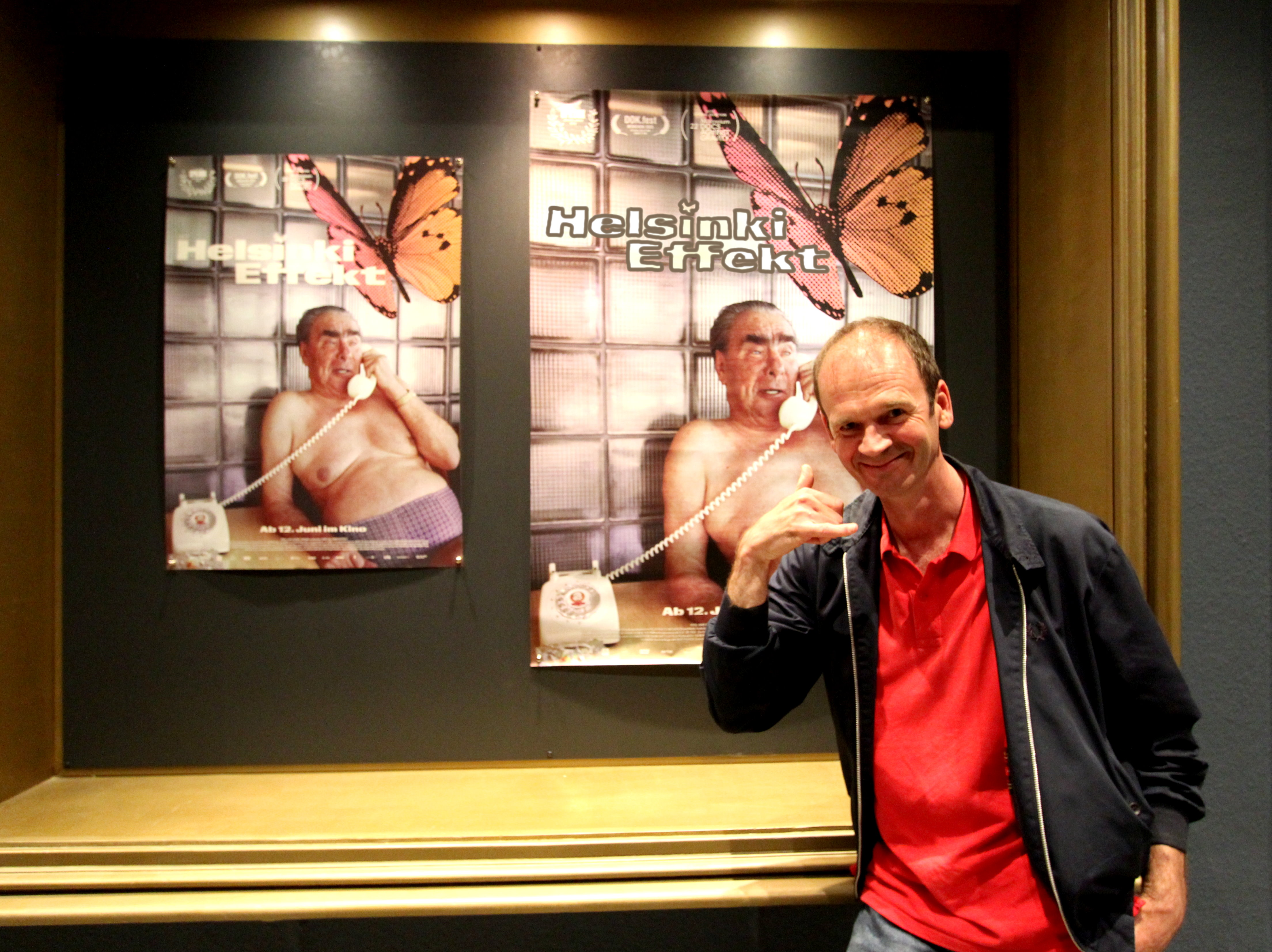
Stefan Kloos im Metropol Düsseldorf 2025

Stefan Kloos (* 7. Juli 1968 in Mainz) ist ein deutscher Filmproduzent und Autor, der sich besonders dem Genre des Dokumentarfilms verschrieben hat.
Seit 1988 arbeitet er als Print- und Hörfunkjournalist/Radiomoderator u. a. für The Face, Der Spiegel, Rolling Stone und SWF3. Von 1994 bis 1999 war Stefan Kloos bei der Produktionsfirma MME Me, Myself & Eye Entertainment beschäftigt, wo er als Autor, Redaktionsleiter und Producer maßgeblich für die 12-teilige ARD-Dokumentation „POP 2000 – 50 Jahre Popmusik und Jugendkultur in Deutschland“ verantwortlich war. Im Jahr 2000 erhielt er dafür den Adolf-Grimme-Preis.
2002 gründete er seine Produktionsfirma Kloos & Co. Medien, wo er seine Arbeit als Regisseur und Produzent schwerpunktmäßig auf Dokumentarfilme konzentriert.

## Filmografie (Auswahl)
- 2003: b24 – 24 Stunden Berlin
- 2004/05: 89 Millimeter – Freiheit in der letzten Diktatur Europas
- 2005: Friss oder stirb
- 2016: Transit Havana
- 2019: Hi, Ai
- 2021: A Symphony of Noise (Dokumentarfilm über den britischen Klangforscher Matthew Herbert)[2]